# Eois suarezensis
Eois suarezensis là một loài bướm đêm trong họ Geometridae.